# Jean-Michel Leprince
Jean-Michel Leprince est journaliste à la télévision de Radio-Canada depuis 1973. En 1994, il a ouvert le premier bureau de RadioCanada pour les Antilles et l’Amérique latine à Mexico, région à laquelle il se consacre depuis près de quatre décennies. Il s'intéresse particulièrement aux sujets des élections et crises politiques, de l'archéologie et du narco trafique en Amérique latine. En 2022, il couvre la guerre en Ukraine. 
Il a reçu le prix Maria Moors Cabot de la Columbia Journalism School de New York en 2011 et le prix Raymond-Charette en 2020. 

## Carrière[1]

### 1973 à 1982
À ses débuts, il est reporter à Montréal et à Toronto pour la télévision de Radio-Canada.

### 1982 à 1989
C'est en 1982 qu'il devient correspondant parlementaire à Ottawa, c'est alors qu'il décide de parfaire ses connaissances dans les dossiers affaires étrangères et à la défense.

### 1989 à 1994
Il est nommé correspondant à Washington, il couvre le reportage pour le Téléjournal et pour le magazine Le Point. Lors de cette période, il touche plusieurs sujets chauds.
- Guerre du Golfe
- Coup d’État et la dictature en Haïti
- L’arrivée des troupes canadiennes à Sarajevo
- Le débarquement américain et canadien en Somalie
- Les premières élections démocratiques en Afrique du Sud
- La rébellion du Chiapas

### 1994 à 1998
En 1994, il se déplace au Mexique pour ouvrir le premier bureau de Radio-Canada en Amérique latine. 
Reportages délicats
- Trafic de stupéfiants
- Corruption des dirigeants mexicains
- Violence et la guerre civile en Colombie
- Mouvements terroristes du Sentier lumineux et des Tupac-Amaru au Pérou
- La dissidence et le régime castriste de Cuba
- Épopée tragique de Che Guevara en Bolivie

### 1998
En septembre 1998, il est de retour au Canada, il devient journaliste pour le magazine Zone Libre.
Plusieurs de ses reportages
- Les Sans-Terre du Brésil.
- La Ballade des Narcos de Sinaloa.
- Trafic d’antiquités pré-hispaniques.
- Le Canada dans le monde fermé du Diamant.
- Corruption dans les Réserves indiennes.
- Les médicaments-internet.
- Enlèvements en Équateur.
- Harlem, Sénégal.
- St-Paul-Minnéapolis: deux rives, deux villes et plus.
- Huntsville, Texas, les rouages de la peine capitale.
- L’affaire Gerardi: assassinat politique de l’évêque de Guatemala.
- Chasser le Fantôme: le crime organisé asiatique au Canada
- Les jeunes du Nunavik, Québec.
- Les faux réfugiés de Mendoza, Argentine.
- Waterville, Maine: histoires de Franco-Américains.
- Les Salaires des PDG: ces dirigeants qui font fortune.

### À ce jour
Jean-Michel Leprince est correspondant pour Radio-Canada

## Prix
Prix Maria Moors Cabot 2011